# Rédics
Rédics (szlovénül Redič) község Zala vármegyében, a Lenti járásban.

## Fekvése
Rédics a Hetés tájegységben fekszik, a szlovén határ mellett; közigazgatási határa dél és délnyugat felől mintegy 9 kilométer hosszan egybeesik az országhatárral.
Különálló településrészei Dedeskecskés és Felsőlenke, a központjától délkeletre.
A közvetlenül határos települések az államhatár magyar oldalán: észak felől Belsősárd, északkelet felől Külsősárd, kelet felől a járási székhely, Lenti, délkelet felől Gosztola és Lendvadedes, nyugat felől Szijártóháza, északnyugat felől pedig Zalaszombatfa.
A határ túloldalán a legközelebbi település délnyugati irányban a Lendva községhez (Občina Lendava) tartozó Hosszúfalu (Dolga vas), de a szomszédságában fekszik dél felől Csente (Čentiba) és Lendvahegy (Lendavske Gorice). dél-délnyugat felől Lendva (Lendava) és Hosszúfaluhegy (Dolgovaške Gorice), nyugat-délnyugat felől pedig Bánuta (Banuta) és Hídvég (Mostje) is.
A legközelebbi városok: Lenti, 5 kilométerre keletre, illetve Lendva, 8 kilométerre délre.

### Megközelítése
Lakott területének nyugati széle közelében van a Balaton térségétől (Keszthelytől) idáig vezető 75-ös főút és a Dunántúl nyugati részén dél-északi irányban végighúzódó 86-os főút déli végpontja, ezek révén közúton az ország minden része felől könnyen megközelíthető. A 86-os itt határátkelőhellyel is rendelkezik, s a határon túl a H7-es autóúthoz csatlakozik, amely az A5-ös autópályával kapcsolja össze.
A 75-ös és 86-os főutak találkozási pontjában indul nyugat felé a 74 126-os számú mellékút: ezen érhető el nemcsak Szijártóháza és Zalaszombatfa, de a kissé nyugatabbra fekvő Gáborjánháza és Bödeháza, illetve a határ túloldalán fekvő Göntérháza (Genterovci) és környéke is. A község északkeleti határszélén pedig két út is kiágazik a 75-ösből: észak felé a 7418-as út, Csesztreg és a közbülső települések irányába, dél felé pedig a 75 155-ös számú mellékút, ezen érhető el Lendvadedes és Gosztola.
A hazai vasútvonalak közül a MÁV 23-as számú Rédics–Zalaegerszeg-vasútvonala érinti, melynek itt van a déli végállomása; Rédics vasútállomás a belterület északnyugati részén helyezkedik el, majdnem közvetlenül a 75-ös főút mellett.

## Története
A település már a római korban is lakott lehetett, mivel római kori sírokat találtak a település határában. Ebből a korból maradt fent az úgynevezett Római út, ami a Baltikumból Itáliába szállított sárga drágakőről kapta a Borostyánkőút nevet.
Először 1236-ban említik az oklevelek, Radus falu néven. Az első birtokosai a 17. század közepéig a alsólendvai Bánffyak voltak. Judicatus Redycz néven itt székelt a Bánffy uradalom bírósága.
Az alsólendvai Bánffy család kihalása után a birtok, nőágon Nádasdy Ferenc tulajdonába került, akit 1670-ben lefejeztek, a Wesselényi-összeesküvésben való részvétele miatt. A területet az Esterházyak vásárolták meg.
Az 1848-49-es szabadságharcban 17 rédicsi fiatal vett részt:

Balaicz József, Illyés Miklós, Posgal László, Tóth József, Tüske Ignác, Major Szakály Ferenc, Tüske László, Varga Balázs, Györkös Péter, Kancsal Alajos Lajos, Söjtöri István, Tóth Mihály, Kovács Mihály, Tüske Mór, Varga János, Zsoldos József, Völgyi Vendel.
A falu népessége a kiegyezést követően magasan növekedett.
Az első menetrendszerű vonat 1890. október 19-én indult Rédicsen keresztül Zalaegerszegről Csáktornyára. Az 1870-es években a zalalövői, 1877-től a zalabaksai, 1895-től az alsólendvai, 1925-től a határon inneni alsólendvai (Lenti), majd 1941-től a lenti járáshoz tartozott.
1919. augusztus 25-én kijelölték a magyar-szerb-horvát-szlovén határvonalat. 1919. november 29-én került sor a rédicsi határincidensre, amikor egy magyar határrendőrszázad átlépte a demarkációs vonalat, Alsólendvánál azonban
gyalogsági és ágyútüzet is kapott, mire visszavonult a magyar területre.
Az I. világháború alatt 36, a II. világháború alatt pedig 35 fő halt meg a településen.
A  településen és a vasútállomás környezetében is láthatóak az 1950-es évek határzárának műszaki-katonai objektumai, a „bunkerek”, kiépített lőállások.
A Göntérháza felé vezető 8 kilométeres közúti kapcsolatának visszaállítására 2014. október 14-én került sor.

## Közélete

### Polgármesterei
- 1990–1994: Lóránth József (független)[5]
- 1994–1998: Lóránth József (független)[6]
- 1998–2002: Lóránth József (független)[7]
- 2002–2006: Lóránth József (független)[8]
- 2006–2010: Stokker Sándor (független)[9]
- 2010–2012: Stokker Sándor (független)[10]
- 2013–2014: Tóth Lajos (független)[11]
- 2014–2019: Soós Endréné (független)[12]
- 2019–2024: Soós Endréné (független)[13]
- 2024– : Balláné Kulcsár Mária (független)[1]

A településen 2013. március 10-én időközi polgármester-választást tartottak, az előző polgármester lemondása miatt.

## Sport
- A község labdarúgócsapata a megyei II. osztályban szerepel, miután megnyerte a városkörnyéki bajnokságot. A sportegyesület neve: Rédics Község Sport Egyesülete. A csapatnak van ifi csapata is, ami jobban teljesít, mint a nagy.[15]
- A településen asztalitenisz szakosztály működik, ami a Rédics Községi Sportegyesület keretein belül működik. A szabadidős jellegű céllal létrejött csoport mára a Zala Megyei Bajnokságban szerepel.[16]

## Kultúra

### Oktatás
A községen egy általános iskola (Móra Ferenc Általános Iskola) és egy óvoda működik.
2008-ban az iskola az iskolafelújítási pályázaton 14 millió forintot nyert az intézmény felújítására.

## Gazdasága
Rédics a Lenti "Szabadság" Vadásztársasághoz tartozik a vadászati jogok terén.

## Népesség
A település népességének változása:
| Lakosok száma | 916  | 897  | 881  | 881  | 894  | 884  | 878  |
|               | 2013 | 2014 | 2015 | 2021 | 2022 | 2023 | 2024 |

A 2011-es népszámlálás idején a nemzetiségi megoszlás a következő volt: magyar 96,6%, cigány 2%, német 0,34%, szlovén 0,8%. A lakosok 76,3%-a római katolikusnak, 2,1% reformátusnak, 2,66% felekezeten kívülinek vallotta magát (18,2% nem nyilatkozott).
2022-ben a lakosság 93,5%-a vallotta magát magyarnak, 1,8% cigánynak, 0,9% szlovénnek, 0,4% németnek, 0,1-0,1% horvátnak, örménynek, bolgárnak és ruszinnak, 0,9% egyéb, nem hazai nemzetiségűnek (6,4% nem nyilatkozott; a kettős identitások miatt a végösszeg nagyobb lehet 100%-nál). Vallásuk szerint 56,4% volt római katolikus, 2,3% református, 0,3% görög katolikus, 0,2% evangélikus, 0,1% izraelita, 1% egyéb keresztény, 1,1% egyéb katolikus, 5,4% felekezeten kívüli (33,1% nem válaszolt).

## Nevezetességei

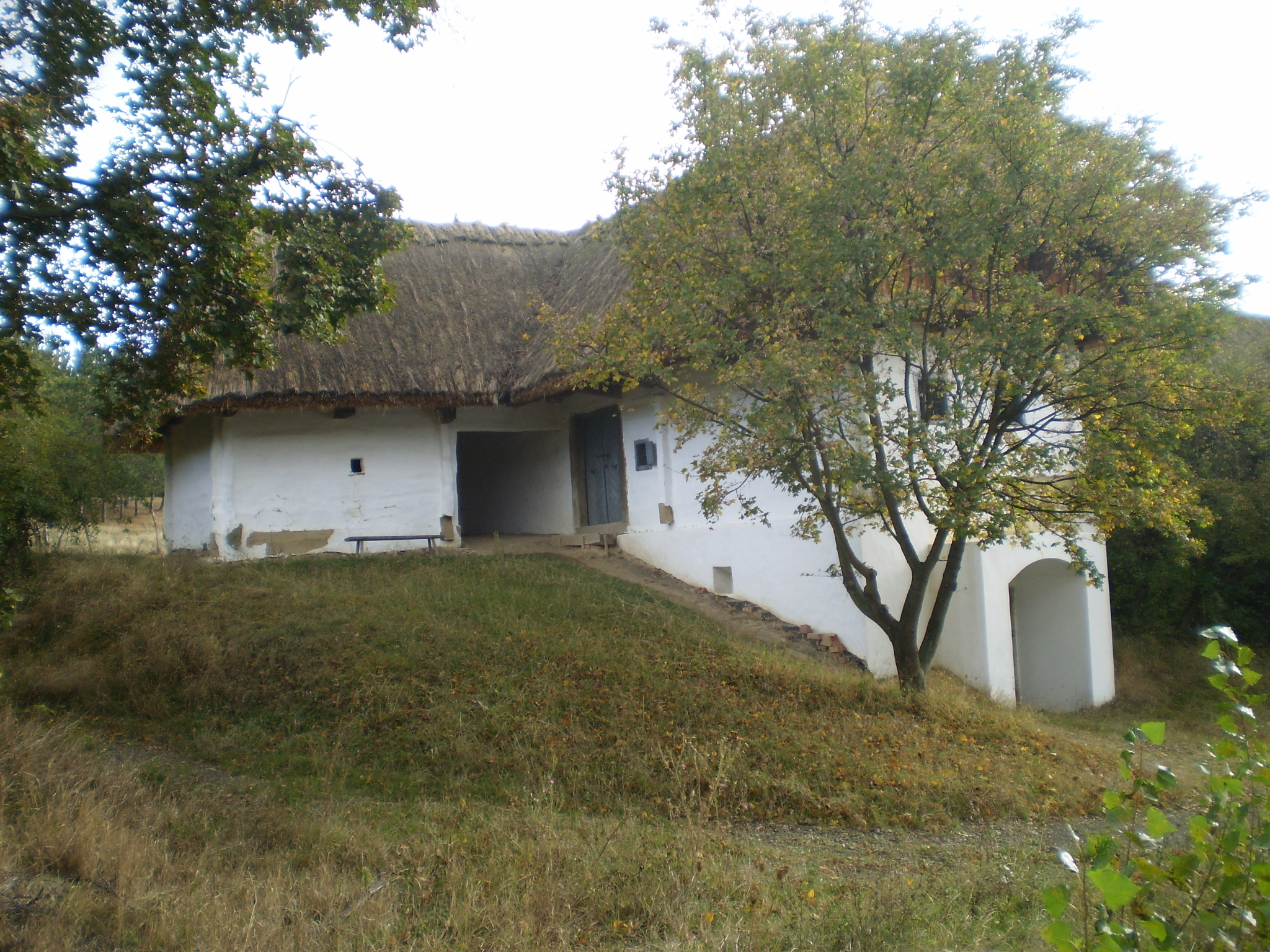
Présház Rédicsen

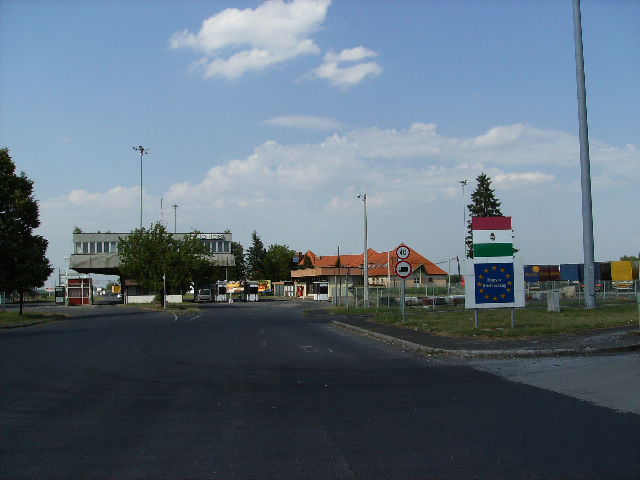
A 2007-ben bezárt határátkelőhely

- Tájház (Petőfi u. 2.):[23] a település helytörténetéről ad áttekintést.

## Híres szülöttek
- A községben született Bellosics Bálint néprajzkutató

## A település az irodalomban
- Érintőlegesen szerepel a település Bödőcs Tibor humorista első regényében, a zalai vidéki helyszínek sokaságát felvillantó Meg se kínáltak című kötetben (a 14. fejezetben).

## Galéria

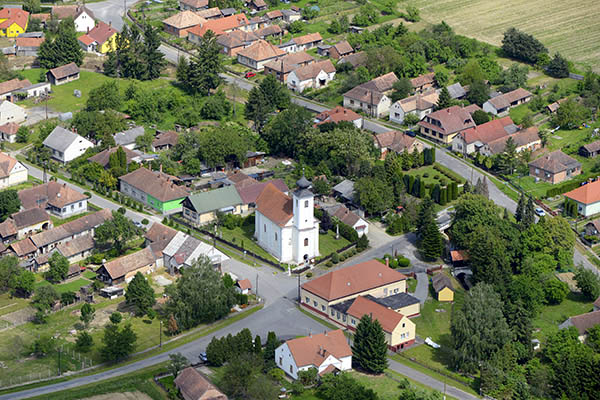
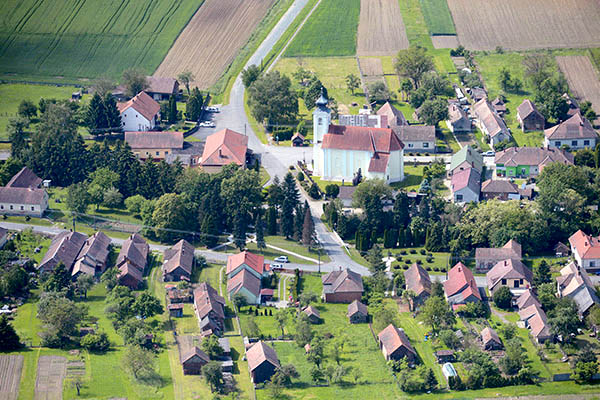
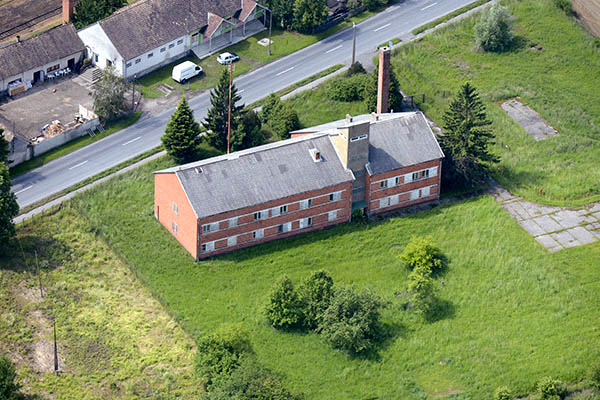
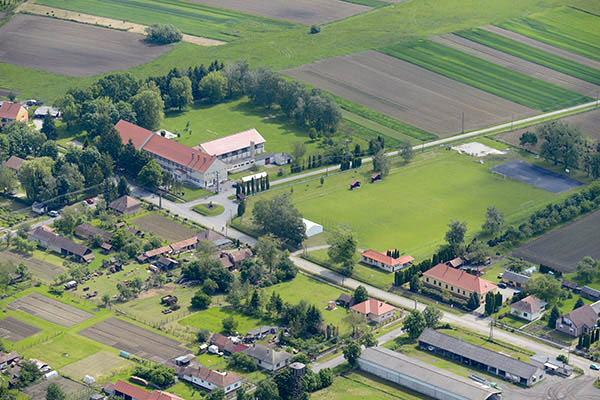